# Acantholycosa pedestris
Acantholycosa pedestris är en spindelart som först beskrevs av Simon 1876.  Acantholycosa pedestris ingår i släktet Acantholycosa och familjen vargspindlar. Inga underarter finns listade i Catalogue of Life.